# Özgön
Özgön, Uzgen – miasto w Kirgistanie, w Kotlinie Fergańskiej, nad Kara-darią.
Liczba mieszkańców w 2003 roku wynosiła ok. 46 tys.